# Toshio Iwatani
Pour l’article homonyme, voir Iwatani.
Toshio Iwatani (岩谷 俊夫, Iwatani Toshio, né le 24 octobre 1925 à Kōbe dans la préfecture de Hyōgo au Japon) est un footballeur japonais.